# 佩勒格吕
佩勒格吕（法語：Pellegrue，法語發音：[pɛlɡʁy]）是法国吉伦特省的一个市镇，位于该省东部，属于朗贡区。

## 地理
佩勒格吕（44°44'36"N, 0°4'31"E）面积38.18 平方千米，位于法国新阿基坦大区吉倫特省，该省份为法国西南部沿海省份，是法國本土面积最大的省，北起滨海夏朗德省，西临大西洋，南至朗德省，东南接洛特-加龍省，东临多爾多涅省。
与佩勒格吕接壤的市镇（或旧市镇、城区）包括：库贝拉克、欧里奥勒、卡普隆、迪约利沃勒、朗代尔鲁阿、利斯特拉克德迪雷兹、马叙加、圣安托万迪凯雷、圣费尔姆、圣拉德贡德、埃斯克洛特、圣科隆布德迪拉斯、杜勒宗。

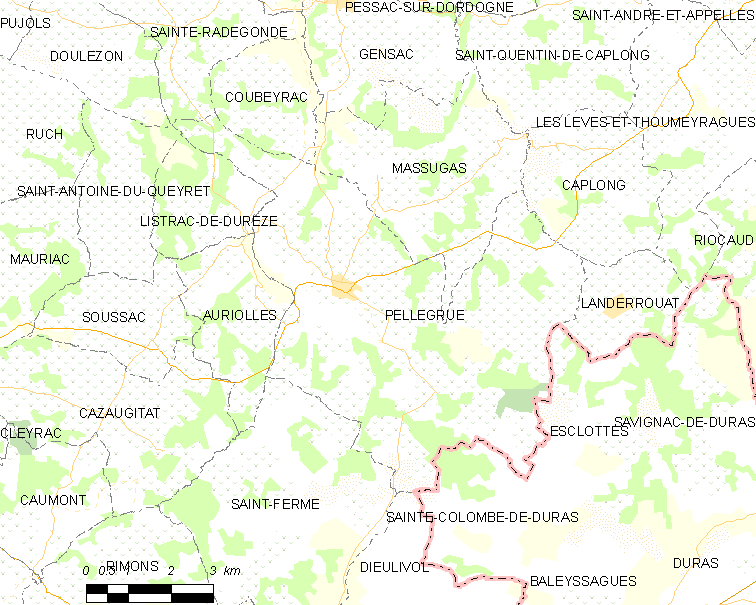
佩勒格吕的OSM定位图

佩勒格吕的时区为UTC+01:00、UTC+02:00（夏令时）。

## 行政
佩勒格吕的邮政编码为33790，INSEE市镇编码为33316。

## 政治
佩勒格吕所属的省级选区为勒雷奥莱-莱巴斯蒂德县。

## 人口

1962-2008年间佩勒格吕人口变化图示

佩勒格吕于2022年1月1日时的人口数量为899人。